# Ногаев, Алан Сергеевич
Ногаев Алан Сергеевич (род. 18 августа 1987 года) — российский тхэквондист.

## Биография
Победитель юношеского чемпионата Европы 2003 года. Победитель чемпионата мира среди военнослужащих 2004 года. Двукратный (2006, 2010) вице-чемпион Европы. Победитель ряда международных турниров: Croatia Open — 2007, Azerbayan Open — 2010, Israel Open — 2011.